# 张荣桥
张荣桥（1966年3月—），安徽祁门人，毕业于西安电子科技大学、中国空间技术研究院和清华大学，是西安电子科技大学教授，中国火星探测任务“天问一号”总设计师，中国科学院院士，中国共产党第二十届中央候补委员。

## 生平
1966年3月，张荣桥出生在安徽省祁门县安凌镇。1982年，张荣桥从祁门一中毕业，考入西安电子科技大学，1988年大学毕业。1991年，张荣桥从中国空间技术研究院硕士研究生毕业。2002年，张荣桥从清华大学经济管理学院高级经理工商管理硕士毕业。
1991年，张荣桥加入中国空间技术研究院北京卫星信息工程研究所，先后出任研究室主任、科技处处长、副所长、所长。2004年，张荣桥调入国防科工委月球探测中心，先后出任总工程师、副主任，同时兼任中国火星探测任务“天问一号”总设计师。2021年5月30日，在中国科学技术协会第十次全国代表大会上，张荣桥出任常务委员。
2021年12月15日，英国《自然》杂志公布了影响2021年科学事件的十位人物评选结果，张荣桥成为榜单上唯一的中国人。
2022年10月22日，张荣桥在中共二十大上当选中共中央候补委员。
2023年11月当选中国科学院院士。